# Copromyza borealis
Copromyza borealis är en tvåvingeart som beskrevs av Zetterstedt 1847. Copromyza borealis ingår i släktet Copromyza och familjen hoppflugor.
Artens utbredningsområde är Sverige. Arten är reproducerande i Sverige. Inga underarter finns listade i Catalogue of Life.